# Muru (Népal)
Pour les articles homonymes, voir Muru.
Muru (en népalais : मरू) est un comité de développement villageois du Népal situé dans le district de Rukum. Au recensement de 2011, il comptait 3 931 habitants.